# Good Good Han Koyote
《Good Good Han Koyote》는 대한민국의 3인조 혼성그룹 코요태의 미니 2집 앨범이다.
2007년 《Koyote Dance Best and 9.5》 이후 처음으로 모든 멤버가 참여한 음반이다. 앨범 타이틀은 '굿굿한 코요태'를 음차한 것으로, 《Koyote Dance Best and 9.5》 이후 멤버 김종민의 군입대 · 빽가의 병치레 등으로 인한 공백기를 해체 없이 이겨낸 것을 나타낸 말이다.

## 개요

### 타이틀곡 〈Good Good Time〉
본래 〈우리 사귀자〉로 내정되어 있었으나, 김종민의 의견을 받아들여 〈Good Good Time〉으로 변경되었다.

### 후속곡
〈이제와 싫다면〉 · 〈우리 사귀자〉가 후보로 내정되어 있었으나, 실제로는 타이틀곡만 활동하고 종료하였다.
〈이제와 싫다면〉
음반 발매 전 선공개된 곡이다. 신지의 성대 문제로 인하여 무산되었다.
〈우리 사귀자〉
본래 타이틀곡으로 내정된 곡이었다. 제목은 멤버 신지가 직접 붙인 것으로, '우리 사랑스럽고 귀여운 자기야'의 준말이다.

## 수록곡
| #            | 제목                       | 작사           | 작곡           | 편곡           | 재생 시간 |
| ------------ | -------------------------- | -------------- | -------------- | -------------- | --------- |
| 1.           | 〈이제와 싫다면〉          | 김세진         | 김세진, 서정진 | 김세진, 서정진 | 3:47      |
| 2.           | 〈Good Good Time〉         | 이단옆차기     | 이단옆차기     | 함준석, 박철호 | 3:31      |
| 3.           | 〈우리 사귀자〉            | 김세진, 서정진 | 김세진, 서정진 | 김세진, 서정진 | 3:44      |
| 4.           | 〈Let It Try〉             | 배진렬, 빽가   | 배진렬, 정우영 | 배진렬, 정우영 | 3:50      |
| 5.           | 〈이제와 싫다면 (Inst.)〉  |                | 김세진, 서정진 | 김세진, 서정진 | 3:47      |
| 6.           | 〈Good Good Time (Inst.)〉 |                | 이단옆차기     | 함준석, 박철호 | 3:31      |
| 총 재생 시간 | 총 재생 시간               | 총 재생 시간   | 총 재생 시간   | 총 재생 시간   | 20:05     |